# 广东芋参
广东芋参（学名：Molpadia guangdongensis）为芋参科芋参属的动物。在中国大陆，分布于海南岛、广东等地，主要栖息于水深89-200米的泥底。该物种的模式产地在海南岛以东海域。